# Live at the Rotterdam Ahoy
Live at the Rotterdam Ahoy е лайф албум, записан от британската хардрок група Deep Purple в Ротердам, Нидерландия, на 30 октомври 2000 и издаден през 2001 г.
Concerto for Group and Orchestra е изпълнен, но не влиза в оригиналното издание. Някои парчета са композирани от членове на бадната, 2 са оригинално записани от Рони Джеймс Дио, а останалите са микс от нови и страи песни на групата.

### Диск едно
1. Introduction – 2:06
2. Pictured Within (Джон Лорд) – 9:26
3. Sitting in a Dream (Роджър Глоувър) – 4:18
4. Love is All (Глоувър, Еди Хардин) – 4:16
5. Fever Dreams (Рони Джеймс Дио) – 4:23
6. Rainbow in the Dark (Дио, Вивиян Кембъл, Джими Бейн, Вини Апис) – 4:49
7. Wring That Neck (Ричи Блекмор, Ник Симпер, Лорд, Иън Пейс) – 6:01
8. Fools (Иън Гилан, Блекмор, Глоувър, Лорд, Пейс) – 10:04
9. When a Blind Man Cries (Гилан, Блекмор, Глоувър, Лорд, Пейс) – 7:43
10. "Vavoom: Ted the Mechanic" (Гилан, Стив Морз, Глоувър, Лорд, Пейс) – 5:13
11. The Well-Dressed Guitar (Морз) – 3:31

### Disc Two
1. Pictures of Home (Гилан, Блекмор, Глоувър, Лорд, Пейс) – 10:11
2. Sometimes I Feel Like Screaming (Гилан, Морз, Глоувър, Лорд, Пейс) – 7:26
3. "Perfect Strangers" (Гилан, Блекмор, Глоувър) – 7:37
4. Smoke on the Water (Гилан, Блекмор, Глоувър, Лорд, Пейс) – 10:20
5. "Black Night" (Гилан, Блекмор, Глоувър, Лорд, Пейс) – 6:27
6. Highway Star (Гилан, Блекмор, Глоувър, Лорд, Пейс) – 7:18

## Състав
- Иън Гилан – вокал
- Стив Морз – китара
- Роджър Глоувър – бас
- Джон Лорд – клавишни
- Иън Пейс – барабани

и
- Рони Джеймс Дио – вокали (на песни 3,4,5,6 на диск едно и 4 на диск две)
- Милър Андерсън – вокали, китара
- The Backstreet Dolls – беквокали
- The Rip Horns – духова секция
- Римска филхармония, дирижирана от Пол Ман